# Дорошенко Євген Олександрович
Євген Олександрович Дорошенко (нар. 19 червня 1957) — український підприємець, футбольний функціонер і політик. Президент футбольного клубу «Закарпаття» (Ужгород). Секретар Закарпатського обласного комітету СДПУ(о).
З іменем Євгена Дорошенка пов'язують діяльність таких компаній як СП «Весткомтрейд», СП «Західна інвестиційна компанія», ВАТ «Хустський кар'єр».
Кандидат від Опозиційного блоку «Не так!» на виборах до Ужгородської міської ради 2006 року.